# Margo (piosenkarka)
Margo, właśc. Małgorzata Gadzińska-Kobiałko (ur. 25 grudnia 1976 w Opolu) – polska piosenkarka, autorka tekstów i kompozytorka, choreografka.

## Życiorys
W 1995 wystąpiła z utworem  „Dmuchawce, latawce, wiatr” z repertuaru Urszuli w koncercie Debiuty na Krajowym Festiwalu Piosenki Polskiej w Opolu, a później wraz z pozostałymi debiutantami i Edytą Geppert wyruszyła do Izraela w celu nagrania programu kolędowego Dzisiaj w Betlejem dla TVP2, który został wyemitowany w święta Bożego Narodzenia. W tym czasie w sprzedaży ukazał się również album z kolędami oraz DVD z teledyskami debiutantów nagranych na Ziemi Świętej.
W 2003 otrzymała Grand Prix VI Międzynarodowego Festiwalu Piosenki Greckiej w Zgorzelcu. W latach 2003–2006 śpiewała, pod pseudonimem Gosia Da Luxe, w zespole Da Luxe, z którym wydała m.in. single „I Gotta Do” i „Groove Me” (utwór trafił do pierwszej dziesiątki europejskiej listy przebojów MTV w 20 krajach) oraz album studyjny pt. Love & Hate (2005). W 2005 nagrała z Warrenem G utwór „Hypnotizing Me”, który przez blisko pół roku gościł na Top Liście Radia Eska, playliście Radiostacji i wielu lokalnych rozgłośni, a także który był pierwszym utworem dostępnym do kupienia mobilnie za pomocą telefonu komórkowego na antenie Radia Eska.
W 2006 zaśpiewała podczas jednego z konkursów eliminacyjnych do finału Miss World – Miss World Talent Show. W tym samym roku była jednym z gości festiwalu sopockiego i wystąpiła na festiwalu TOPtrendy 2006 w telewizji Polsat. W 2007 napisała i nagrała swój pierwszy solowy utwór w języku polskim – „Hipnotyzuj mnie”, który 4 marca 2007 trafił na pierwsze miejsce POPListy RMF FM. Jesienią wydała debiutancki album studyjny pt. Dlatego walcz, a z tytułowym singlem zajęła siódme miejsce w programie Piosenka dla Europy 2008 wyłaniającym reprezentanta Polski w 53. Konkursie Piosenki Eurowizji. W tym samym roku uczestniczyła w jednym z koncertów zorganizowanych w ramach polskiej prezentacji na wystawie Expo 2008 w Saragossie.

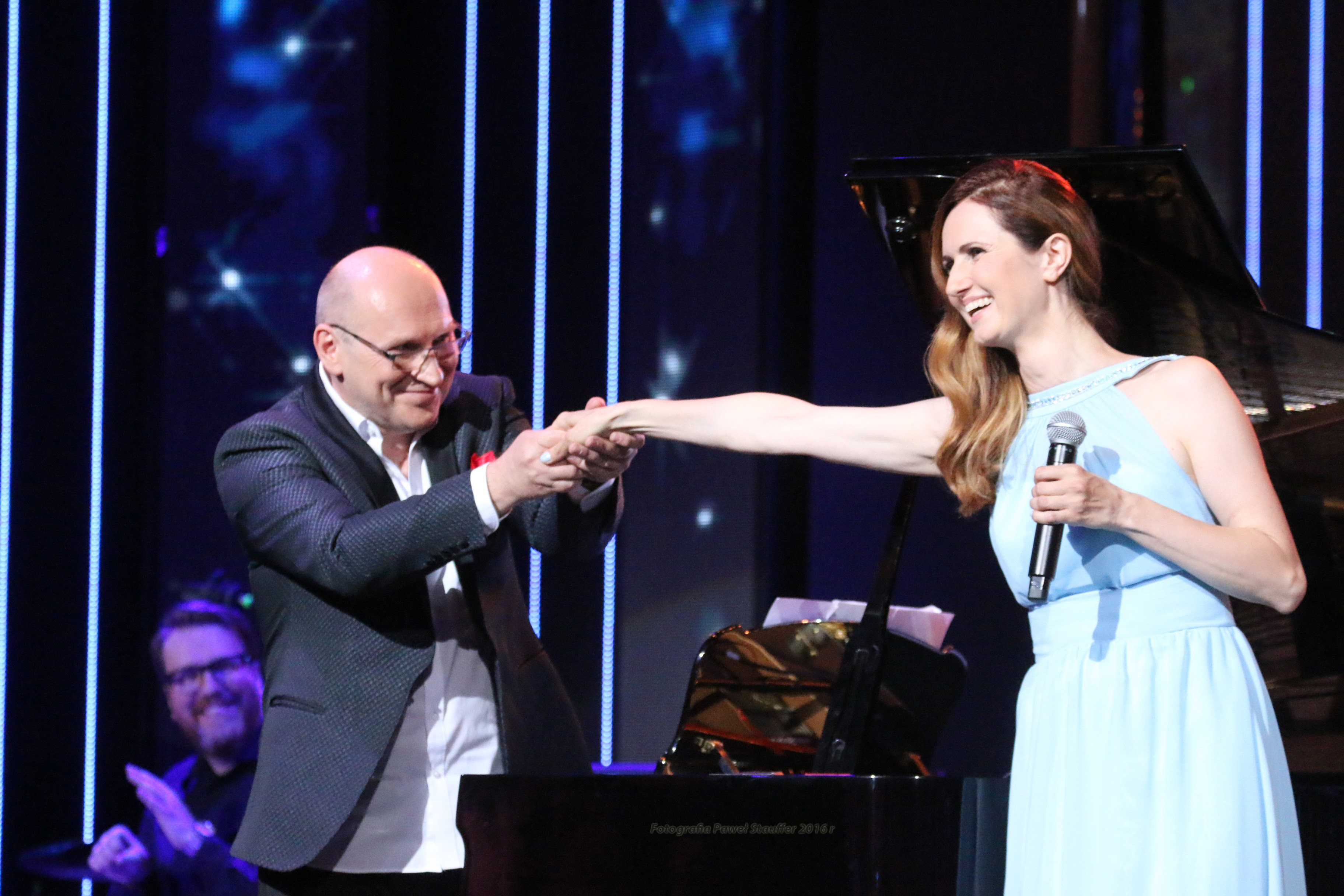
Włodek Pawlik i Margo na 53. Krajowym Festiwalu Piosenki Polskiej w Opolu (2016)

W 2014 nagrała dwa autorskie utwory, którymi zwiastowała swój drugi solowy albumpotrzebne źródło. W czerwcu 2016 wystąpiła z Włodkiem Pawlikiem w koncercie Medley największych przebojów 30-lecia Teleexpressu na 53. KFPP w Opolu. W następnym miesiącu nagrała polską i angielską wersję kantaty Włodka Pawlika pt. „Wsiądź do Barki”, wpisującą się w tematykę Światowych Dni Młodzieży w Krakowie, a w sierpniu wystąpiła w koncercie Muzyczne Hity Teleexpressu, organizowanym w Uniejowie przez TVP1. W marcu 2017 wystąpiła w koncercie Kobieta niejedno ma imię w TVP2.
Jako choreografka taneczna współpracowała z wieloma polskimi i zagranicznymi gwiazdami, takimi jak Right Said Fred, Arashem, Modern Talking, Ann Winsborn, In-Grid, Bérénice, Groove Coverage czy Safri Duo, a jej choreografie można było oglądać m.in. w pięciu edycjach reality show Bar, w programie muzycznym Stratosfera, na koncertach Sopot na Molo, Hity Na Czasie, na Międzynarodowym Festiwalu Piosenki i Kultury Romów oraz Festiwalu Piosenki Rosyjskiej.

## Życie prywatne
Jej mężem jest Radek Kobiałko. W 2014 urodziła bliźnięta: Nadię i Maxa.

## Dyskografia

### Albumy studyjne
| Rok  | Tytuł                                  | Wydawca   |
| ---- | -------------------------------------- | --------- |
| 2005 | Love and Hate (wydany z zesp. Da Luxe) | DB Studio |
| 2007 | Dlatego walcz                          | My Music  |

### Single
| Rok  | Tytuł             | Pozycja na liście | Album         |
| Rok  | Tytuł             | RMF               | Album         |
| ---- | ----------------- | ----------------- | ------------- |
| 2007 | „Hipnotyzuj mnie” | 1                 | Dlatego walcz |